# Малтежани
Малтежани (малт. Maltin) су аутохтона етничка група Малте и користе малтешки језик. Малта је острво у Средоземном мору. У малтешку нацију укључени су и Гозани (малт. Għawdxin), становници острва Гоцо.
Малтежани су семитски народ сродан Арапима. Основа малтешког етничког идентитета јесте малтешки језик (малт. Maltin). Већином су католичке вероисповести, има и муслимана. Њихов језик спада у семитску групу афро-азијске породице језика.
Малтежани и Баски су једини неиндоевропски народи који настањују предео јужне Европе, док Баски настањују северне обале Шпаније. Малтежана има укупно око 680.000, од тога 395.969 на Малти, 163.990 у Аустралији, 40.820 у САД и 38.780 у Канади. Такође, Малта је једина држава у Европи у којој је језик семитске групе званичан језик.
Преци Малтежана су вероватно дошли за време раног средњег века на подручје Малте са подручја где су живели Феничани.